# Ted Turner
Robert Edward Turner III, més conegut com a Ted Turner, (Cincinnati, 19 de novembre de 1938), és un empresari estatunidenc, magnat dels mitjans de comunicació nord-americans i un gran filantrop, conegut entre altres coses, per ser el fundador de la cadena internacional de notícies CNN (Cable News Network), entre altres empreses periodístiques i comercials.
Com a filantrop, és conegut per la seva donació de 1.000 milions de dòlars per donar suport a les Nacions Unides, que va crear la Fundació de les Nacions Unides, una organització benèfica pública per ampliar el suport dels Estats Units a les Nacions Unides. Turner és president del consell d'administració d'aquesta fundació.
A més, el 2001, Turner va cofundar la Nuclear Threat Initiative amb el senador estatunidenc Sam Nunn. És una organització no partidista dedicada a reduir la dependència mundial i a prevenir la proliferació d'armes nuclears, químiques i biològiques. Actualment és copresident del Consell d'Administració.
L'imperi mediàtic de Turner va començar amb el negoci del seu pare, Turner Outdoor Advertising, que va assumir el 1963, després del suïcidi del seu pare. Valia un milió de dòlars. La compra d'una estació d'UHF d'Atlanta el 1970 va ser l'inici de Turner Broadcasting System. CNN va revolucionar els mitjans informatius, cobrint l'accident del transbordador espacial Challenger el 1986 i la guerra del Golf Pèrsic el 1991. Turner va convertir l'equip de beisbol Atlanta Braves en una franquícia popular a nivell nacional i va organitzar els Goodwill Games. Va ajudar a reactivar l'interès per la lluita lliure professional comprant la World Championship Wrestling (WCW).
L'afició de Turner a les declaracions controvertides li va valer els sobrenoms de "La boca del sud" i "Capità escandalós". Turner també ha dedicat la seva fortuna a causes ambientals. Va ser el propietari privat més gran dels Estats Units fins que John C. Malone el va superar el 2011. Utilitza gran part de la terra dels seus ranxos per tornar a popularitzar la carn de bisó (per a la seva cadena Ted's Montana Grill), acumulant el ramat més gran del món. També va crear la sèrie d'animació de temàtica mediambiental Capità Planeta.

## Biografia
Turner va néixer el 19 de novembre de 1938 a Cincinnati, Ohio, fill de Florence (nascuda Rooney) i de Robert Edward Turner II, un magnat de cartelleres. Quan tenia nou anys, la seva família es va traslladar a Savannah, Geòrgia, i el va criar com a episcopal. Va anar a l'escola McCallie, una escola preparatòria privada per a nois a Chattanooga, Tennessee.
Turner va anar a la Brown University i va ser vicepresident de la Brown Debating Union i capità de l'equip de vela. Es va convertir en membre de Kappa Sigma. Turner es va especialitzar inicialment en clàssics. El seu pare va escriure dient que aquesta elecció el va fer horroritzar, i que gairebé va vomitar. Turner més tard va canviar la seva carrera a econòmiques, però abans de rebre un títol, va ser expulsat per tenir una estudiant al seu dormitori. Turner va rebre una llicenciatura honorífica de la Universitat de Brown el novembre de 1989 quan va tornar al campus per pronunciar el discurs principal de la segona conferència anual de l’Associació Nacional d'Emissores Universitaris.
Expulsat de Brown just quan les tensions al Vietnam començaven a escalfar-se, Turner es va unir a la Reserva de la Guàrdia Costera dels Estats Units per cobrir la seva obligació de servei abans d'acabar sent reclutat. Homenatge pel Memorial de la Marina dels Estats Units amb el seu Lone Sailor Award el 2013, Turner va dir a The Washington Post: «M'agradaven els vaixells» i va acabar «desplegant-se a alguns llocs força dolços– Charleston i Fort Lauderdale».

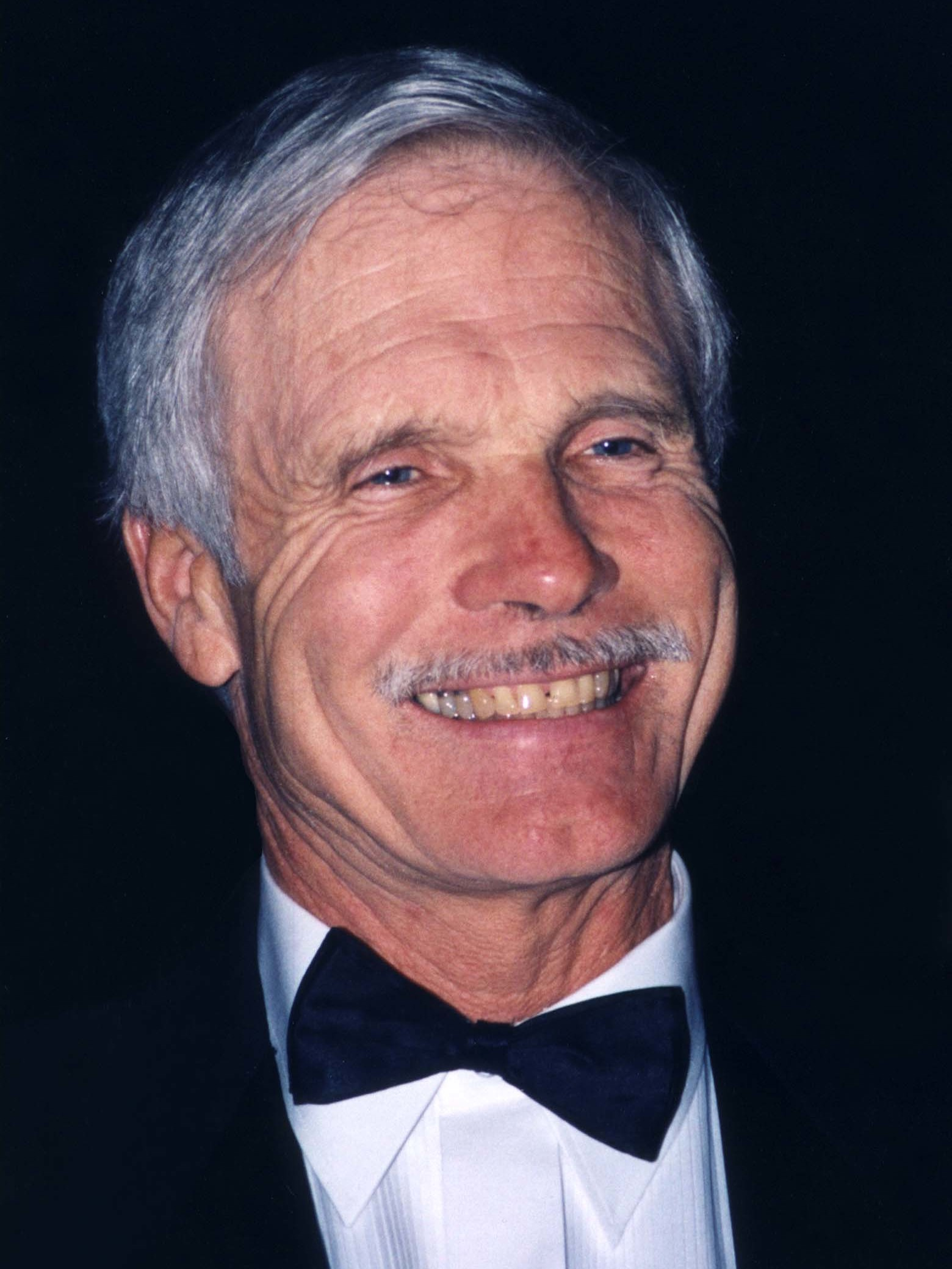
Turner el 1999

## Política

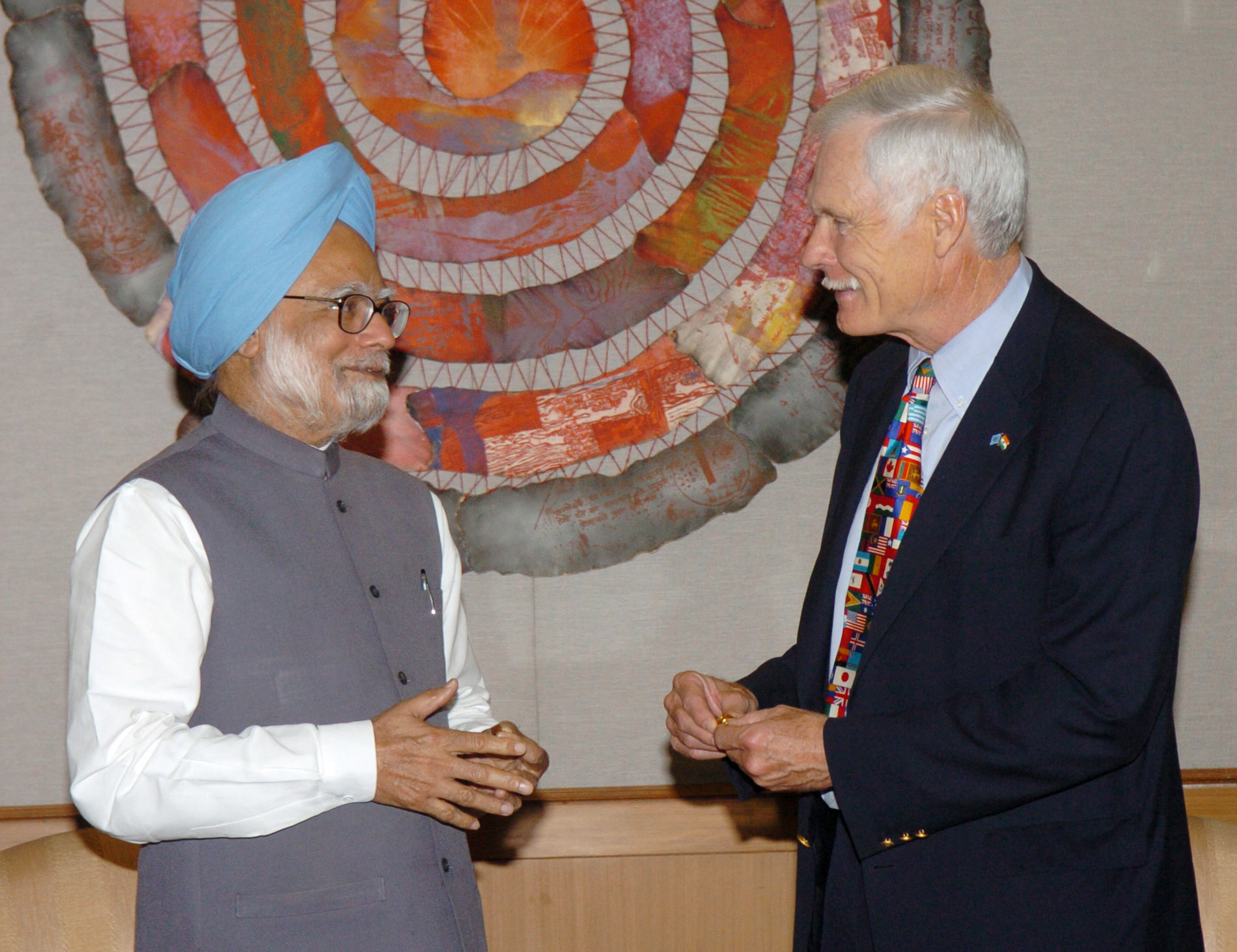
Ted Turner demanant al primer ministre de l'Índia, Dr. Manmohan Singh, a Nova Delhi, 2005

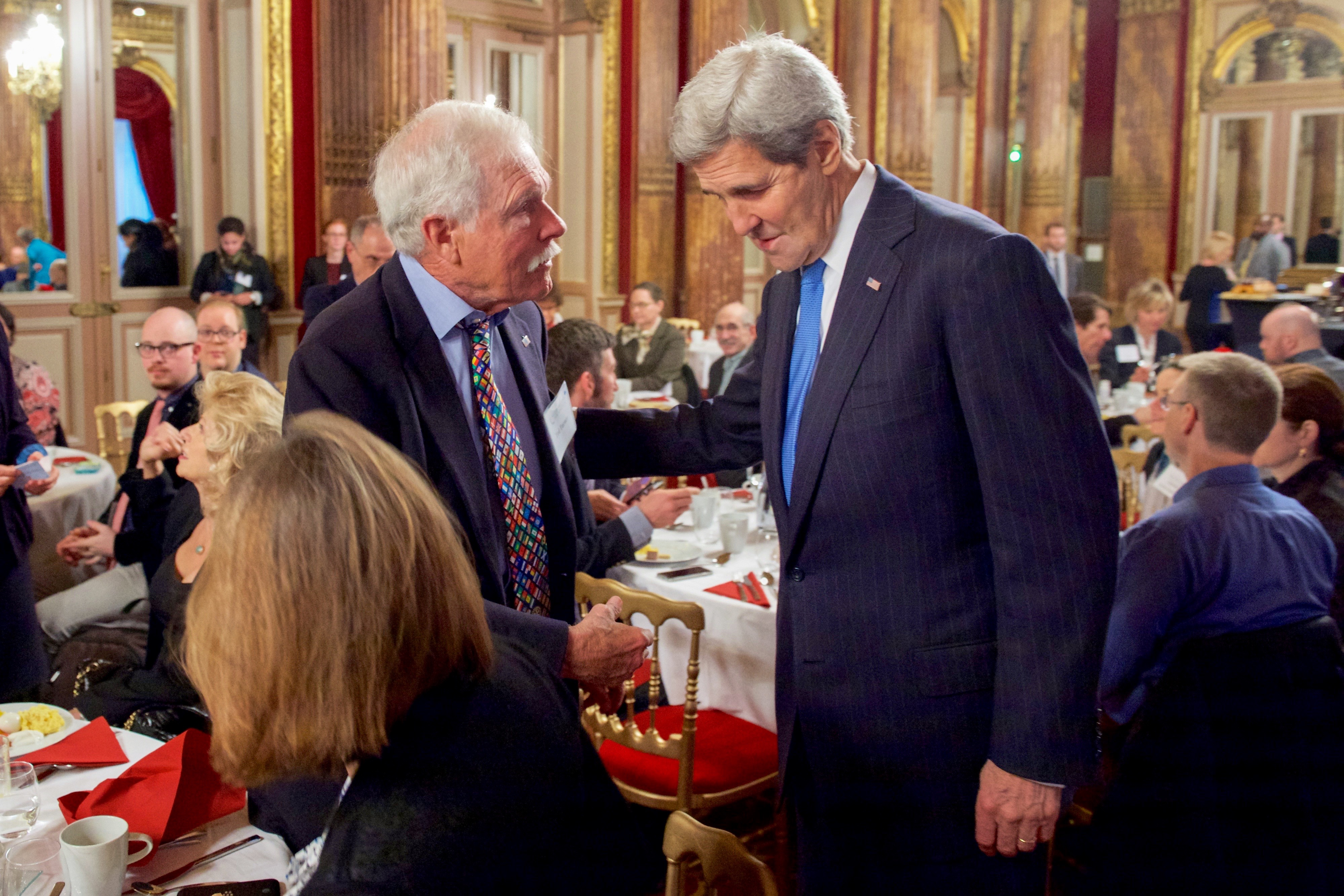
Turner i el secretari d'estat dels Estats Units, John Kerry, el desembre de 2015

El 19 de setembre de 2006, en una conferència de Reuters Newsmaker, Turner va dir sobre la posició nuclear de l'Iran: «Són un estat sobirà. En tenim 28.000. Per què no en poden tenir 10? No diem res sobre Israel — en tenen aproximadament 100 — l'Índia o el Pakistan o Rússia».
Un defensor de les lleis de reforma sanitària, Turner ha dit: «Som l'únic país del Primer Món que no té assistència sanitària universal i és una vergonya».
El 2010, durant el devastador desastre ambiental de Deepwater Horizon i el desastre de la mina Upper Big Branch que va matar 29 miners a Virgínia Occidental, Turner va declarar a CNN que «Només em pregunto si Déu ens diu que no vol perforar en alta mar, i just abans, vam tenir el desastre de la mina de carbó a West Virginia on vam perdre 29 miners ... Potser el Senyor està cansat de tenir les muntanyes de Virgínia de l'Oest, els cims desmuntats d'elles perquè puguin obtenir més carbó. Crec que potser hauríem de deixar el carbó a terra i anar amb energia solar, eòlica i geotèrmia...»
Turner va donar suport a la candidata demòcrata Hillary Clinton en la preparació de les eleccions presidencials dels Estats Units de 2016. El 2018 va revelar que una vegada s'havia plantejat una candidatura a la presidència quan estava casat amb Jane Fonda, que li va dir que el deixaria si ho fes.

### Frenar el creixement demogràfic
Juntament amb la defensa de l'aigua neta i la millora de la gestió de la terra, Turner va establir la Fundació Turner per abordar maneres de frenar el creixement de la població. Turner ha invertit 125 milions de dòlars dels seus propis diners a la fundació i ha reservat 6 milions de dòlars anuals per abordar les taxes de creixement de la població. En tractar el problema en una reunió de Montana el 1996, va dir: «No parlo de desfer-me de ningú aquí, jo mateix tinc 5 fills». Va continuar parlant sobre la fam i la pobresa i les maneres d'abordar aquests problemes.
El 2009, Turner es va reunir amb altres magnats empresarials per incloure a Oprah Winfrey, Bill Gates, George Soros i David Rockefeller per abordar qüestions que van des del medi ambient fins a la salut. El grup també va abordar el creixement de la població amb una discussió sobre les vacunes i els esforços d'immunització que van ser criticats a causa de la percepció que la presa de decisions i les polítiques públiques podrien ser dirigides per un grapat d'elits. Tot i que no es va fer cap declaració formal, l'esdeveniment va ser cobert per Paul Harris per a The Guardian.

## Vida personal

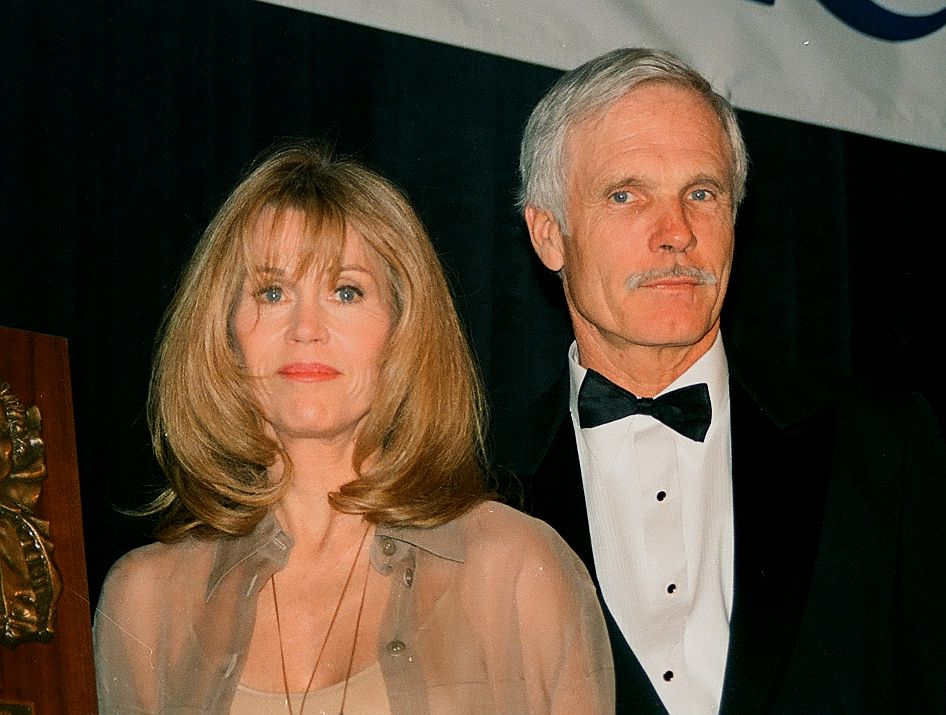
Turner i la seva tercera dona, Jane Fonda, a Washington, DC, 2002

Turner s'ha casat i divorciat tres vegades: amb Judy Nye (1960-1964), Jane Shirley Smith (1965-1988) i l'actriu Jane Fonda (1991-2001). Té cinc fills. En una entrevista de televisió amb Piers Morgan el 3 de maig de 2012, Turner va dir que tenia quatre núvies, cosa que va reconèixer que era complicada però, tanmateix, més fàcil que estar casat. Un dels fills de Turner, Robert Edward Teddy Turner IV, va anunciar el 23 de gener de 2013 que tenia la intenció de presentar-se a les primàries republicanes de Carolina del Sud per a l'escó obert del Congrés deixat vacant per Tim Scott, que va ser nomenat al Senat dels Estats Units. El fill de Turner va quedar en quart lloc, rebent el 7,90% dels vots.
El 2010, Turner es va unir a The Giving Pledge de Warren Buffett i Bill Gates, prometent donar la major part de la seva fortuna a la caritat a la seva mort.
A la biografia de 1993 No és tan fàcil com sembla de Porter Bibb, Turner va parlar del seu ús del liti i de les seves lluites amb malalties mentals. La biografia de 1981 Lead, Follow or Get Out of the Way de Christian Williams narra la fundació de CNN. El 2008, Turner va escriure Call Me Ted, que documenta la seva carrera i la seva vida personal.
En una entrevista a CBS Sunday Morning del 2018, Turner va revelar el seu diagnòstic de demència de cos de Lewy.

## Llegat

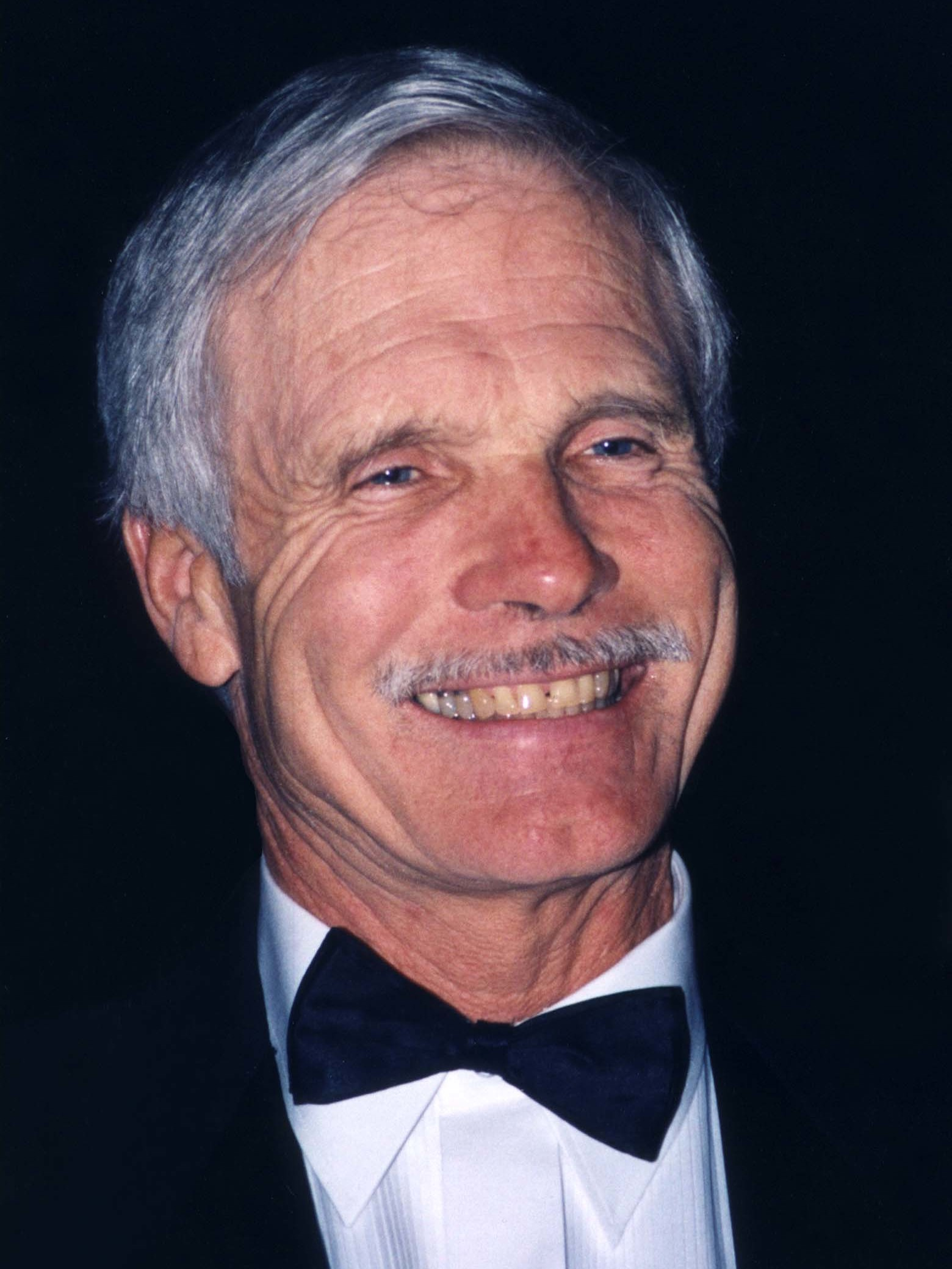
Turner el 1999

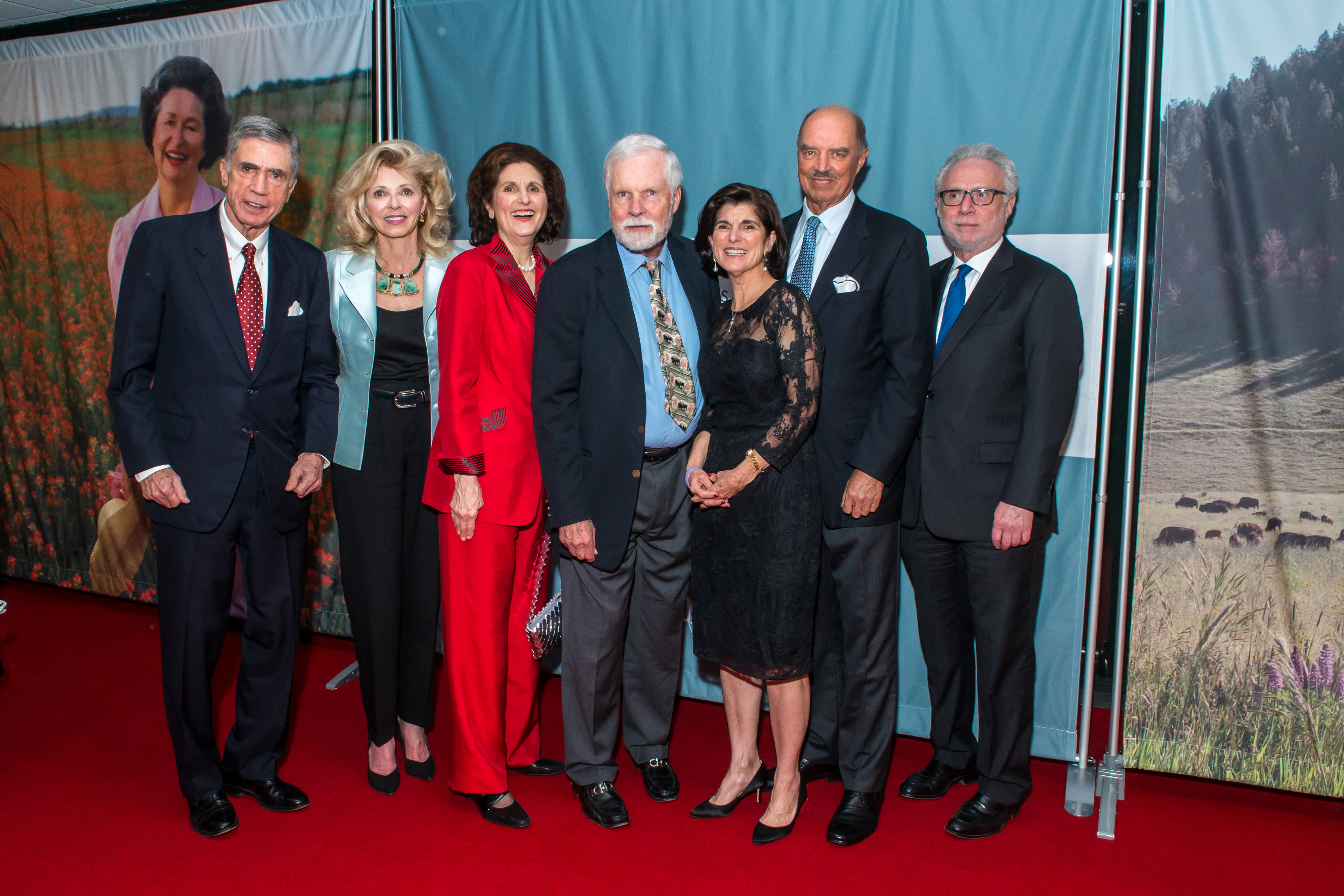
La Fundació LBJ honra l'emprenedor i filantrop Ted Turner amb el 2015 Lady Bird Johnson Environmental Award a la LBJ Presidential Library

Turner ha estat considerat com un dels empresaris que va transformar la indústria del cable i se l'anomena Alexandre el Gran de la radiodifusió:
| « | Tot i que Turner ha estat descrit com un alliberador valent i va convertir les xarxes com a canalla opressor, en contingut la seva programació no va ser inspiradora. La seva xarxa es va construir a partir de repeticions de comèdies de situació, pel·lícules antigues, dibuixos animats i jocs dels Atlanta Braves. Va trobar una audiència per als clàssics d'una època passada, juntament amb continguts lleugerament a la baixa com la lluita lliure professional. No obstant això, trobaria termes gloriosos fins i tot per a recautxutats i escombraries, afirmant que està tornant els Estats Units a l'època daurada de la televisió: «Vull tornar als principis», va dir una vegada, «que ens van fer bons». Nostàlgic, maniqueu i arrancable: com el programador, com la programació. | » |

| « | La indústria del cable va créixer a finals de la dècada del 1970 i principis de la dècada del 1980, quan gairebé una dotzena de xarxes de cable es van llançar basades en el model de Turner. Inclouen gran part del que ara considerem bàsics de la televisió per cable, com ESPN, MTV, Bravo, Showtime, BET, Discovery Channel i Weather Channel. Aquests són els canals més coneguts només pel fet d'haver sobreviscut; altres, com ARTS, CBS Cable i Satellite News Channel, van plegar o van ser adquirits per altres companyies. | » |

 Bob Hope, que és copropietari i president de Hope-Beckham, una agència independent amb seu a Atlanta que abans treballava per a Turner a les seves xarxes, ha descrit que «Ted Turner va ser especial. La seva visió, la seva determinació i la seva falta de voluntat de renunciar van ser contagiós estava disposat a començar petit i tenia la persistència i la paciència per fer créixer les seves idees». Hope també va reiterar que «d'alguna manera, va ser indignant, però en la majoria dels aspectes va ser notable. Tenia una gran passió per fer el que era correcte per al món. Va afirmar el seu somni d'utilitzar la comunicació per portar pau a qualsevol història, que el terrorista d'un home és el lluitador per la llibertat d'un altre. Si pogués fer que la gent s'entengués, no hi hauria guerres. La seva visió era atrevida i contagiosa, la seva creació de la Fundació de les Nacions Unides i el seu enfocament a les notícies a la CNN original eren passions per la pau».
El promotor de la lluita lliure professional i exvicepresident sènior de la WCW, segon a càrrec després de Turner, Eric Bischoff va elogiar Turner dient: «Va ser un líder inspirador, era un assumpte de riscos, apreciava les persones que prenien riscos, no tenia por del fracàs mentre que la majoria de la gent en té. En Ted no tenia por de fracassar, tenia més por de no intentar-ho i de no conquerir el següent horitzó».
El 24 de juny de 1999, Vince McMahon va declarar a Late Night with Conan O'Brien: «Tot el que diré sobre Ted és que és un fill de puta, a part d'això, probablement no és un dolent, però jo no m'agrada gens». Més tard, l'any 2021, quan se li va preguntar sobre l'advenent AEW en comparació amb la WCW de Turner, McMahon va descartar AEW, afirmant que «certament no és una situació en què les  marees creixents, perquè va ser quan Ted Turner ens venia darrere amb tots els actius de Time Warner».
El 2010, Turner va ser nomenat fiduciari de Geòrgia, un honor atorgat per la Societat Històrica de Geòrgia, juntament amb el governador de Geòrgia, a persones els èxits i el servei comunitari de les quals reflecteixen els ideals del cos fundador de fiduciaris, que va governar la colònia de Geòrgia des de 1732. fins al 1752.